# Pteronemobius krakatau
Pteronemobius krakatau är en insektsart som beskrevs av Otte, D. och Cowper 2007. Pteronemobius krakatau ingår i släktet Pteronemobius och familjen syrsor. Inga underarter finns listade i Catalogue of Life.